# Assay (Indre-et-Loire)
Assay ist eine französische Gemeinde mit 173 Einwohnern (Stand: 1. Januar 2022) im Département Indre-et-Loire in der Region Centre-Val de Loire; sie gehört zum Arrondissement Chinon und zum Kanton Sainte-Maure-de-Touraine. 

## Geographie
Die Gemeinde Assay liegt im Regionalen Naturpark Loire-Anjou-Touraine an der Grenze zum Département Vienne, etwa 13 Kilometer südsüdöstlich von Chinon an der Veude. Nachbargemeinden von Assay sind Ligré im Norden, Lémeré im Nordosten, Champigny-sur-Veude im Osten, Pouant im Süden, Ceaux-en-Loudun im Süden und Südwesten sowie Marçay im Westen.

## Bevölkerungsentwicklung
| Jahr                       | 1962 | 1968 | 1975 | 1982 | 1990 | 1999 | 2006 | 2013 | 2021 |
| Einwohner                  | 227  | 225  | 163  | 168  | 173  | 174  | 178  | 159  | 169  |
| Quellen: Cassini und INSEE |      |      |      |      |      |      |      |      |      |

## Sehenswürdigkeiten
- Kirche Saint-Pierre-et-Saint-Jean
- Schloss Basché (auch: Schloss Baschet), seit 1971 Monument historique
- Schloss Bel Ébat

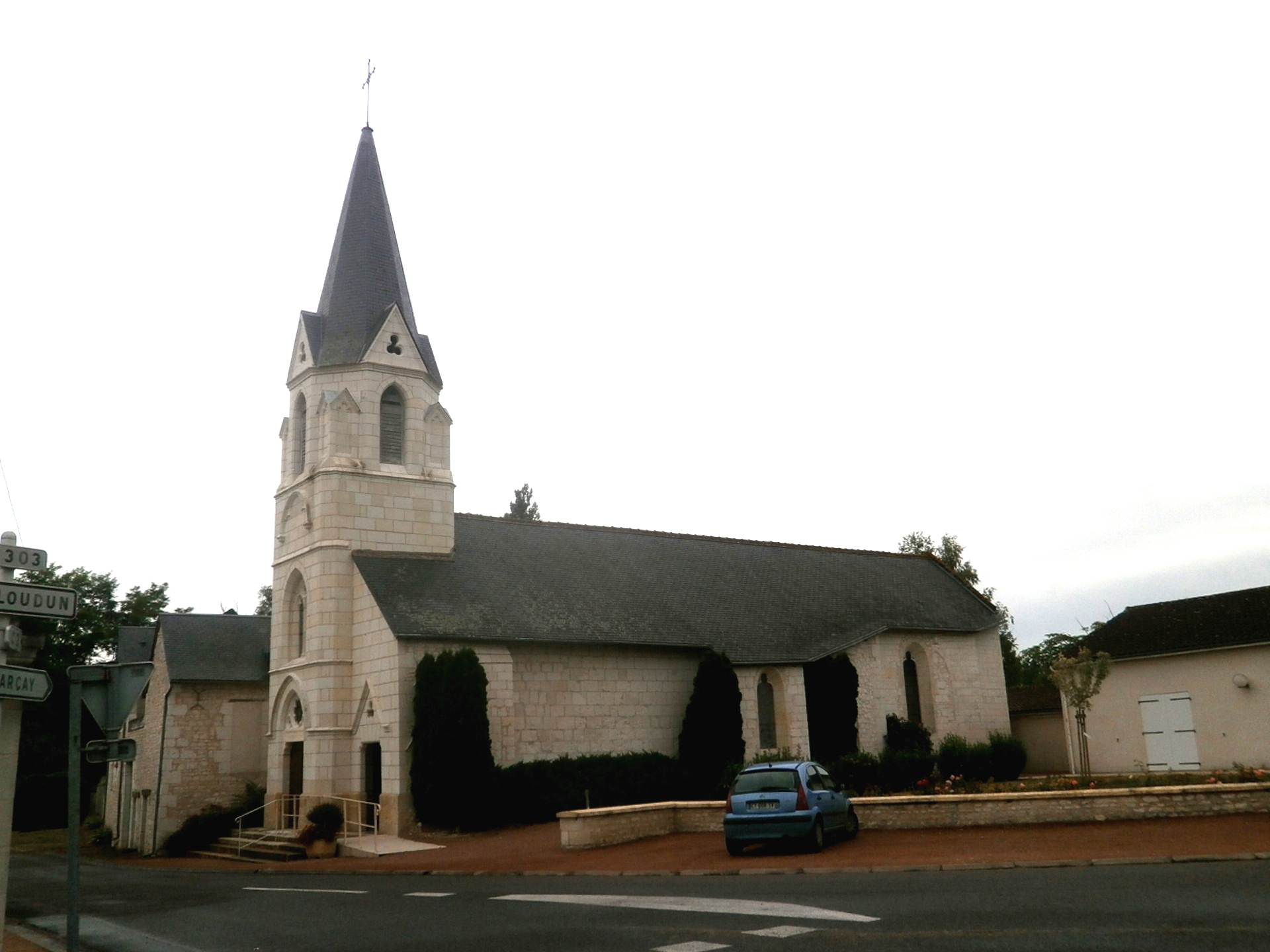
Kirche Saint-Pierre-Saint-Jean
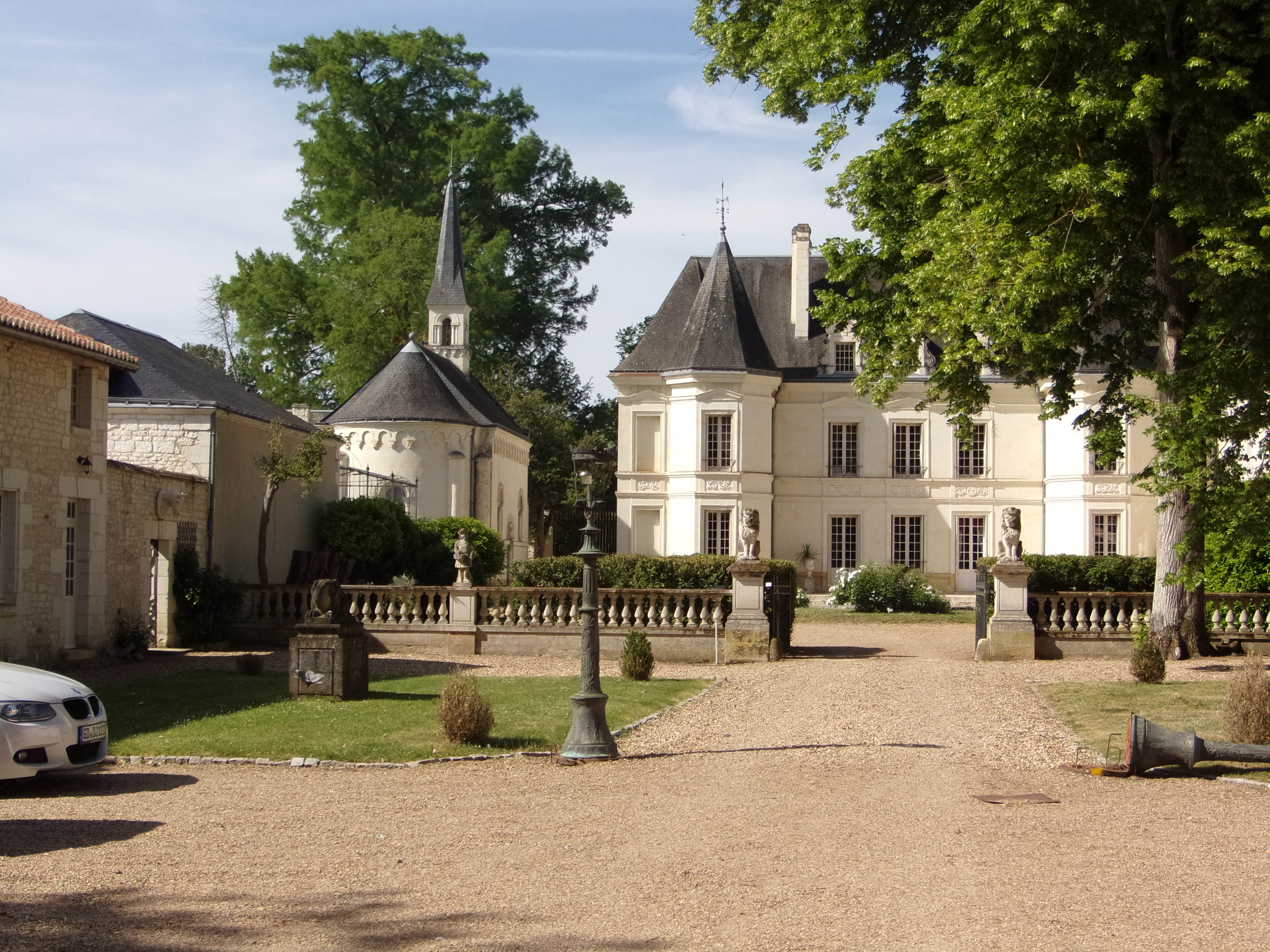
Schloss Basché